# بخش سارتن
بخش سارتن (به فرانسوی: Arrondissement de Sartène) یک بخش در فرانسه است که در کرس جنوبی واقع شده‌است.